# غوردون هودسون (عالم نفس)
غوردون هودسون هو عالم نفس كندي، ولد في 1970.